# Парни
Парни — античний народ, що входив у союз дахів, імовірно, массагетської (скіфської) групи. Проживали в античній добі на території від степів Приаралля та Мангістау та північних схилів Копетдагу.
Письмові згадки про парнів є у Геродота, Страбона й у багатьох інших античних авторів. Також вони згадувались у складі перського війська у битві при Гавгамелах.
В історії виявились найвідомішими тим, що з парнів походив і був їхнім полководцем Аршак, засновник династії Аршакідів, засновник парфянської держави.
Парни були основною силою, на яку спирався Аршак під час захоплення області Парфія. Упродовж подальшої історії Парфії парни, так само як і всі вихідці з дахів, були опорою парфянських царів.